# Chlorethe scabrosa
Chlorethe scabrosa är en skalbaggsart som beskrevs av Dmytro Zajciw 1963. Chlorethe scabrosa ingår i släktet Chlorethe och familjen långhorningar. Inga underarter finns listade i Catalogue of Life.